# Essie Mae Washington-Williams
Essie Mae Washington-Williams (12 octobre 1925 — 4 février 2013) est une professeur et biographe américaine. Elle est la fille aînée de Strom Thurmond, ancien gouverneur de Caroline du Sud et sénateur des États-Unis, et de Carrie Butler, une servante noire. À sa naissance, sa mère, alors âgée de 16 ans, travaillait pour les parents de Thurmond. Thurmond avait 22 ans et n'était pas marié.
Essie Mae Washington-Williams n'a révélé l'identité de son père qu'à l'âge de 78 ans, après la mort de celui-ci en 2003. Il a payé ses études et a suivi le devenir de sa fille et de sa famille toute sa vie.
En 2004, elle a essayé de rejoindre l'United Daughters of the Confederacy via la lignée de son père. La société de la lignée est ouverte aux femmes descendants des vétérans confédérés de la guerre de Sécession. Comme son père Thurmond avait été un membre des Fils de vétérans confédérés, sa documentation généalogique dûment remplie a été jugée suffisante pour qu'elle puisse devenir membre, selon son avocat, Frank Wheaton, et rejoindre les Filles de la Révolution américaine.

## Biographie
Essie Mae Washington-Williams est la fille naturelle de Carrie Butler et de Strom Thurmond. Butler travaillait pour les parents de Thurmond comme servante. Elle envoya sa fille hors de Caroline du Sud chez sa sœur ainée Mary et son mari John Henry Washington pour être élevée à Coatesville, en Pennsylvanie. Carrie a appelé sa fille Essie, du nom d'une autre de ses sœurs. Essie Mae a grandi avec un cousin plus âgé qu'elle de sept ans, qu'elle pensait être son demi-frère. Elle ne connut l'identité de ses parents biologiques qu'en 1941, à 16 ans, quand sa mère l'emmena rencontrer Thurmond en personne.
Essie Mae Washington-Williams et sa mère rencontrèrent ensuite souvent Thurmond. Après le lycée, elle travailla comme infirmière à l’Harlem Hospital (en) à New York et prit des cours d’enseignement du commerce à l'université de New York.
Elle ne vécut pas dans le Sud ségrégationniste avant 1942, quand elle rentre à l'université de Caroline du Sud (SCSU), une université traditionnellement noire. Thurmond paya pour ses études. Après avoir vécu en Pennsylvanie, Essie Mae Washington-Williams fut choquée des restrictions raciales du Sud. Elle fut diplômée en commerce de la SCSU vers 1946.
En 1948, Essie Mae Washington-Williams se marie avec Julius T. Williams, un avocat impliqué dans le mouvement des droits civiques et dans la NAACP, et qui mourra en 1964. Ils ont eu deux filles et deux garçons. Trois d’entre eux vivent à Seattle et une fille vit à Los Angeles. Essie Mae Washington-Williams a de nombreux petits-enfants.
Durant les années 1950 et 1960, la période de mouvement afro-américain des droits civiques, Essie Mae Washington-Williams essaya occasionnellement de parler de racisme avec Thurmond. Il balaya ses plaintes concernant la ségrégation. Il a été un supporter tout au long de sa carrière de la ségrégation.
Essie Mae Washington-Williams part ensuite vivre à Los Angeles, en Californie, où elle obtient un Master of Arts en éducation à l'université de Californie du Sud. Elle enseigne ensuite pendant 30 ans comme professeur dans l'établissement secondaire Los Angeles Unified School District (en) de 1967 à 1997. Elle a été longtemps membre de la sororité Delta Sigma Theta, qu'elle rejoignit à l'université d'État de Caroline du Sud.
Essie Mae Washington-Williams meurt le 4 février 2013 à Columbia, à 87 ans,.

## Publications
Elle a publié une autobiographie en 2005 qui a été nommée pour le National Book Award et pour le prix Pulitzer.
- Dear Senator: A Memoir by the Daughter of Strom Thurmond, éd. Harper Perennia, 2005, rééd. 2006.